# براندون کورتس
براندون کورتس (انگلیسی: Brandon Cortés؛ زادهٔ ۲۶ ژوئن ۲۰۰۱) بازیکن فوتبال اهل آرژانتین است.
از باشگاه‌هایی که در آن بازی کرده‌است می‌توان به باشگاه فوتبال بوکا جونیورز اشاره کرد.
وی همچنین در تیم ملی فوتبال Argentina U18 بازی کرده‌است.